# Łudzin (stacja kolejowa)
Łudzin (ukr. Лудин, ros. Лудин) – stacja kolejowa w pobliżu miejscowości Ambuków, w rejonie włodzimierskim, w obwodzie wołyńskim, na Ukrainie. Nazwa pochodzi od pobliskiej wsi Łudzin.
Na stacji nie odbywa się ruch pasażerski. Jest to ostatnia ukraińska stacja przed granicą z Polską.